# Autonomní regiony v Itálii

Italské autonomní regiony

Autonomní regiony v Itálii (italsky regioni a statuto speciale - regiony se speciáním statutem) jsou regiony, kterým byl v článku 116 Italské ústavy udělen speciální statut. Autonomie je obvykle udělena kvůli kulturní a jazykové odlišnosti těchto oblastí. 

## Italské autonomní oblasti
- Sicílie (Sicilia) – od 15. května 1946 (revidováno 26. února 1948)
- Sardinie (Sardegna) – od 26. února 1948
- Údolí Aosty (Valle d'Aosta) – od 26. února 1948
- Tridentsko-Horní Adiže (Trentino-Alto Adige) – od 26. února 1948
- Furlansko-Julské Benátsko (Friuli-Venezia Giulia) – od 31. ledna 1963